# Сальдивия, Матиас
Матиас Эсекиэль Сальдивия (исп. Matías Ezequiel Zaldivia; род. 22 января 1991, Сан-Исидро, Буэнос-Айрес) — чилийский футболист аргентинского происхождения, защитник клуба «Универсидад де Чили» и сборной Чили.

## Клубная карьера
Сальдивия — воспитанник клуба «Чакарита Хуниорс». 22 октября 2010 года в матче против КАИ он дебютировал в Примера B Насьональ. В 2012 году Сальдивия перешёл в «Арсенал» из Саранди. 16 августа 2013 года в матче против «Олимпо» он дебютировал в аргентинской Примере. 26 марта 2014 года в поединке Кубка Либертадорес против венесуэльского «Депортиво Ансоатеги» Матиас забил свой первый гол за «Арсенал». В составе клуба он завоевал Кубок и Суперкубок Аргентины.
В начале 2016 года Сальдивия перешёл в чилийский «Коло-Коло». 7 февраля в матче против «Депортес Икике» он дебютировал в чилийской Примере. 6 марта в поединке против «Универсидад Католика» Матиас забил свой первый гол за Коло-Коло. В составе клуба он выиграл чемпионат, а также завоевал Кубок и Суперкубок Чили.
В начале 2023 года Сальдия перешёл в «Универсидад де Чили». 23 января в матче против «Уачипато» он дебютировал за новую команду.

## Международная карьера
12 июня 2023 года в товарищеском матче против сборной Кубы Сальвидия дебютировал за сборную Чили.
В 2023 году в составе олимпийской сборной Чили Сальдивия принял участие в домашних Панамериканских играх. На турнире он сыграл в матчах против команд Мексики, Уругвая, Доминиканской Республики, США и Бразилии.

## Достижения
Клубные
 «Арсенал» (Саранди)
- Обладатель Кубка Аргентины — 2012/2013
- Обладатель Суперкубка Аргентины — 2012

 «Коло-Коло»
- Победитель чилийской Примеры (2) — Трансисьон 2017, 2022
- Обладатель Кубка Чили — 2016
- Обладатель Суперкубка Чили (2) — 2016, 2017